# Real Tamale United football Club
Real Tamale United (zkráceně RTU) je fotbalový klub z města Tamale v severní Ghaně, hrající nejvyšší soutěž Ghana Premier League. Založil ho v roce 1975 místní politik a stavební podnikatel Alhaji Aliu Mahama, který byl v letech 2001–2009 viceprezidentem Ghany. Real Tamale postoupil v roce 1978 do nejvyšší soutěže a hned skončil na třetím místě.

## Výsledky a hráči
Klub RTU nikdy nebyl ghanským mistrem, největšími úspěchy byla druhá místa v letech 1995 a 1997 a zisk poháru Ghana Telecom Gala roku 1998, kdy také postoupil do Poháru CAF (africká obdoba Poháru UEFA), vypadl však v prvním kole s guinejským týmem Horoya Conakry po výsledcích 1:1 a 1:2. Od začátku 21. století se Real Tamale potýkal s finančními problémy a hrál ve spodní polovině tabulky. V roce 2011 sestoupil, hned v následující sezoně se do první ligy vrátil, ale skončil na posledním 16. místě se ziskem pouhých šesti bodů. Podle stránek RSSSF.com je Real Tamale devátým nejúspěšnějším klubem v historii ghanské nejvyšší soutěže. Za klub v minulosti hráli slavní ghanští reprezentanti Abédi Pelé a Hamza Mohammed.

## Symbolika
Real Tamale hrál původně na stadionu Kaladan Park, v roce 2008 tento zastaralý a kapacitně nepostačující stánek nahradil Tamale Stadium pro 20 000 diváků, postavený Číňany. Klubové barvy jsou modrá a bílá, znakem je bílý štít se třemi modrými svislými pruhy, iniciálami klubu a zaťatou pěstí.